# 葡萄园站
葡萄园站是一座位于陇海铁路:29上的四等铁路车站，:91位于甘肃省天水市麦积区元龙镇佃儿下村，总占地面积380平方米，建成于1939年:866，于1945年完成铺轨:31，于1946年1月1日通车:866。车站共有4股站线和1条货运线。:8672003年6月，葡萄园站撤销。

## 历史
葡萄园站于1939年因宝天铁路动工而开建，于1945年12月随该铁路完成铺轨。1946年1月1日，车站随宝天铁路正式通车。:866在随陇海铁路间断性通车运行了几年后，车站因1949年国共决战后国民党军队败退时将铁路炸毁而停运；:8661949年秋，西北铁路干线工程局组织对陇海铁路进行修复，车站随铁路一同于1950年2月恢复通车。:866
1979年，车站随陇海铁路宝天段开始进行电气化改造；改造于1980年12月完成。:866改造后，车站共有站线4股和货运线1股；候车室占地65平方米，站台占地315平方米。
2003年6月23日，陇海铁路宝天二线完成建设并通车。作为开通工作的一部分，葡萄园站与另外6座老车站一同关闭并予撤销。:862004年起，葡萄园站停办客运业务。:150-151
2024年8月14日，中国铁路西安局集团有限公司第二工程指挥部向甘肃省自然资源厅报送了关于申请办理改建铁路陇海线西安局管段改造工程用地预审与选址意见书的报告；报告中称将对葡萄园站至东口站区间进行改造。

## 临近车站
（临近车站及相距里程参考：:彩页）